# 贊氏短鬚石首魚
贊氏短鬚石首魚為輻鰭魚綱鱸形目鱸亞目石首魚科的其中一種，分布東太平洋的下加利福尼亞半島至秘魯海域，棲息深度可達35公尺，本魚體長橢圓形，背部略微隆起，吻突出，口小，前鰓蓋骨具鋸齒，體銀色，體長可達40公分，棲息在沿海沙底質海域，可做為食用魚。